# Fray Ciriaco de Archila
Fray Ciriaco de Archila (Simacota, 1724- Cádiz, 1784) fue un religioso, funcionario colonial y prócer neogranadino. 
Considerado el primer prócer de la libertad absoluta de Colombia.

## Biografía
Su padre fue José de Archila el primer alcalde de Simacota (Santander). Se ordenó como Fraile Dominico. Se desempeñó como portero del Convento de Santo Domingo. Pertenecía a la periferia del grupo que rodeaba al marqués de San Jorge. Su hermano Pedro Fabio de Archila fue enviado por el marqués a Simacota donde se distribuyó la "cédula del pueblo" escrita por Ciriaco.
En El Socorro (Santander) escribe la "cédula del pueblo" o el Manifiesto Comunero una serie de versos escritos en 42 octavas reales, a favor de la lucha comunera reproducidos para toda la región, se convierten en himno de los revolucionarios de la rebelión de los comuneros en 1781 y en el primer escrito contra el dominio de La Corona. Jorge Miguel Lozano de Peralta, primer marqués de San Jorge, fue también condenado por su apoyo a la rebelión de los comuneros.
Fue desterrado y murió en 1784 en el convento Dominico de Cádiz donde estaba confinado.

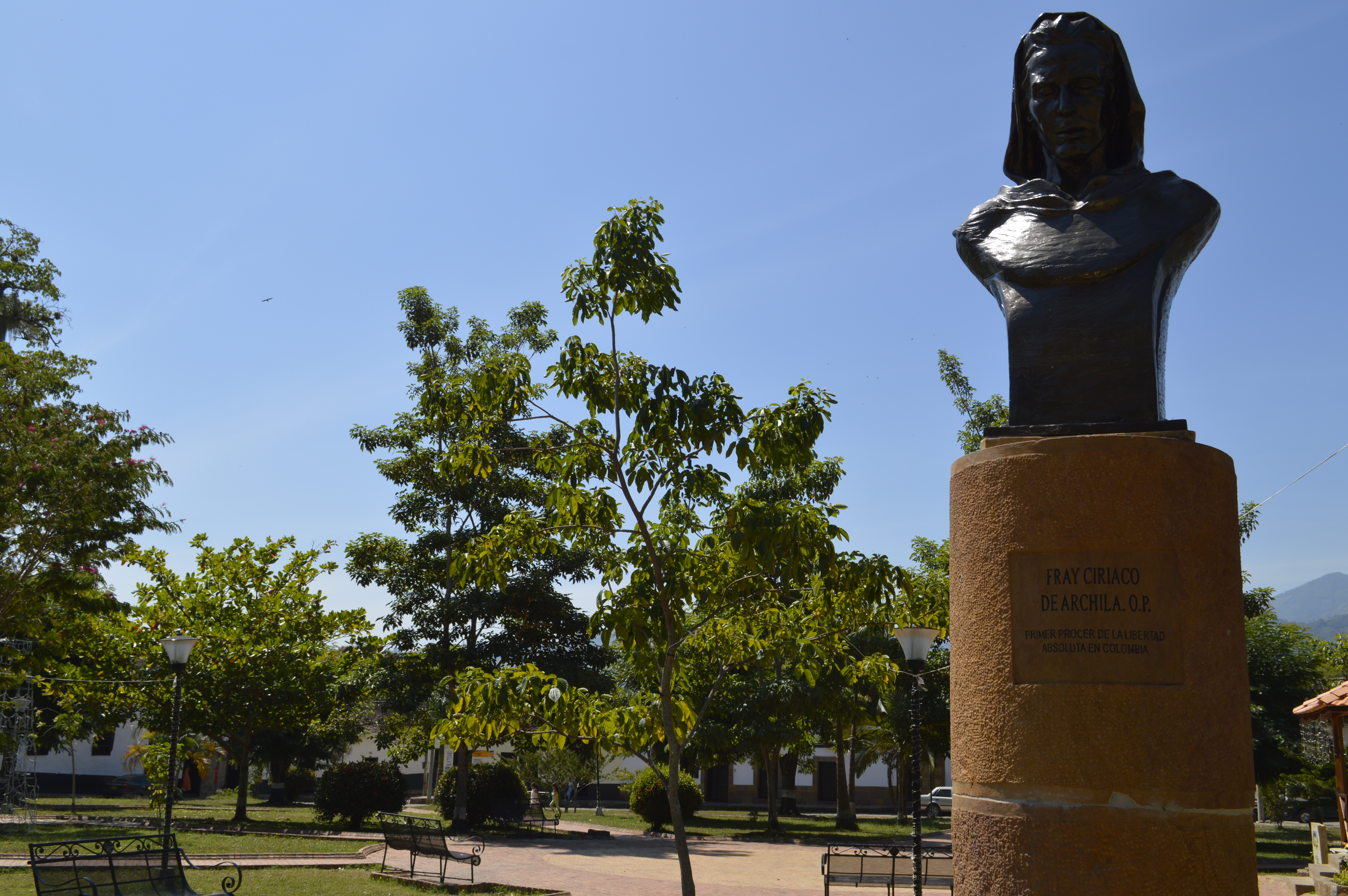
Monumento a Fray Ciriaco De Archila en Simacota

## Homenajes
Existe un busto en su honor en Simacota.
La alcaldía de Simacota entrega la Orden Fray Ciriaco de Archila.
Aparece entregando el Manifiesto del Común en el monumento en homenaje a los Comuneros de 1781, esculpido por Luis Guillermo Vallejo.